# Lomatia fraseri
Espèce
Lomatia fraseri est une espèce de plantes à fleurs de la famille Proteaceae originaire de l'est de l'Australie. Elle pousse sous la forme d'un arbuste ou d'un petit arbre pouvant atteindre 8 à 11 m de hauteur ; ses feuilles sont très variées. Les inflorescences oscillant entre la couleur crème et le blanc apparaissent au cours de l'été. On trouve cette plante en lisière de forêt humide, sur les bords des ravines et dans la lande dans les régions montagneuses du Victoria et de Nouvelle-Galles du Sud. Le lignotuber de Lomatia fraseri lui permet de repousser après un feu de forêt.

## Description
Lomatia fraseri pousse sous la forme d'un arbuste ou d'un petit arbre pouvant atteindre 8 à 11 m de hauteur, mais la taille est cependant largement moindre dans les territoires exposés. Ainsi, la plante est réduite à 50 cm dans le Parc national Werrikimbe, elle peut mesurer 2 m dans les zones exposées du Victoria. Les feuilles ont une forme lancéolée ou elliptique et elles sont pennatipartites, sinuées ou entières ; elles mesurent entre 6.5 et 15 cm de long (plus rarement 18 cm) et entre 1 et 3,5 cm de large (plus rarement 5 cm).

## Distribution et habitat
Lomatia fraseri a une répartition discontinue puisqu'on la trouve dans la région de Nouvelle-Angleterre au nord de la Nouvelle-Galles du Sud, au nord de Tenterfield et  dans le Parc national Budawang, du sud de la Nouvelle-Galles du Sud jusqu'aux régions centrale et orientale du Victoria et dans le Parc national Great Otway. La plante est présente en lisière de forêt humide et dans les régions montagneuses,. Souvent visible dans des ravines, Lomatia fraseri est plus représentée dans les boisements ouverts et dans la lande de Nouvelle-Galles du Sud.